# Snakeville's Eugenic Marriage
Snakeville's Eugenic Marriage è un cortometraggio muto del 1915 diretto da Roy Clements.

## Trama
La legge prescrive che, prima di ottenere un certificato di matrimonio, gli sposi devono sottoporsi a visita medica. Anche Slim e Sophie, prima di convolare a giuste nozze, devono ottemperare a questa regola.

## Produzione
Il film fu prodotto dalla Essanay Film Manufacturing Company. Venne girato a Niles. Gilbert M. 'Broncho Billy' Anderson, fondatore della casa di produzione Essanay (che aveva la sua sede a Chicago), aveva individuato nella cittadina californiana di Niles il luogo ideale per trasferirvi una sede distaccata della casa madre. Niles diventò, così, il set dei numerosi western prodotti dall'Essanay.

## Distribuzione
Distribuito dalla General Film Company, il film - un cortometraggio di una bobina - uscì nelle sale cinematografiche USA il 18 novembre 1915.